# 파라투스인베스트먼트
주식회사 파라투스인베스트먼트(영어: Paratus Investment)는 대한민국의 사모투자 및 펀드운용 회사이다.

## 역사
2014년 3월에 설립되었다.

## 투자 기업
- 유니테크노[1]
- LS이브이코리아[2]
- 호산테크[3]
- 써키트플렉스[4]
- 아이티켐